# 반다이 남코 홀딩스

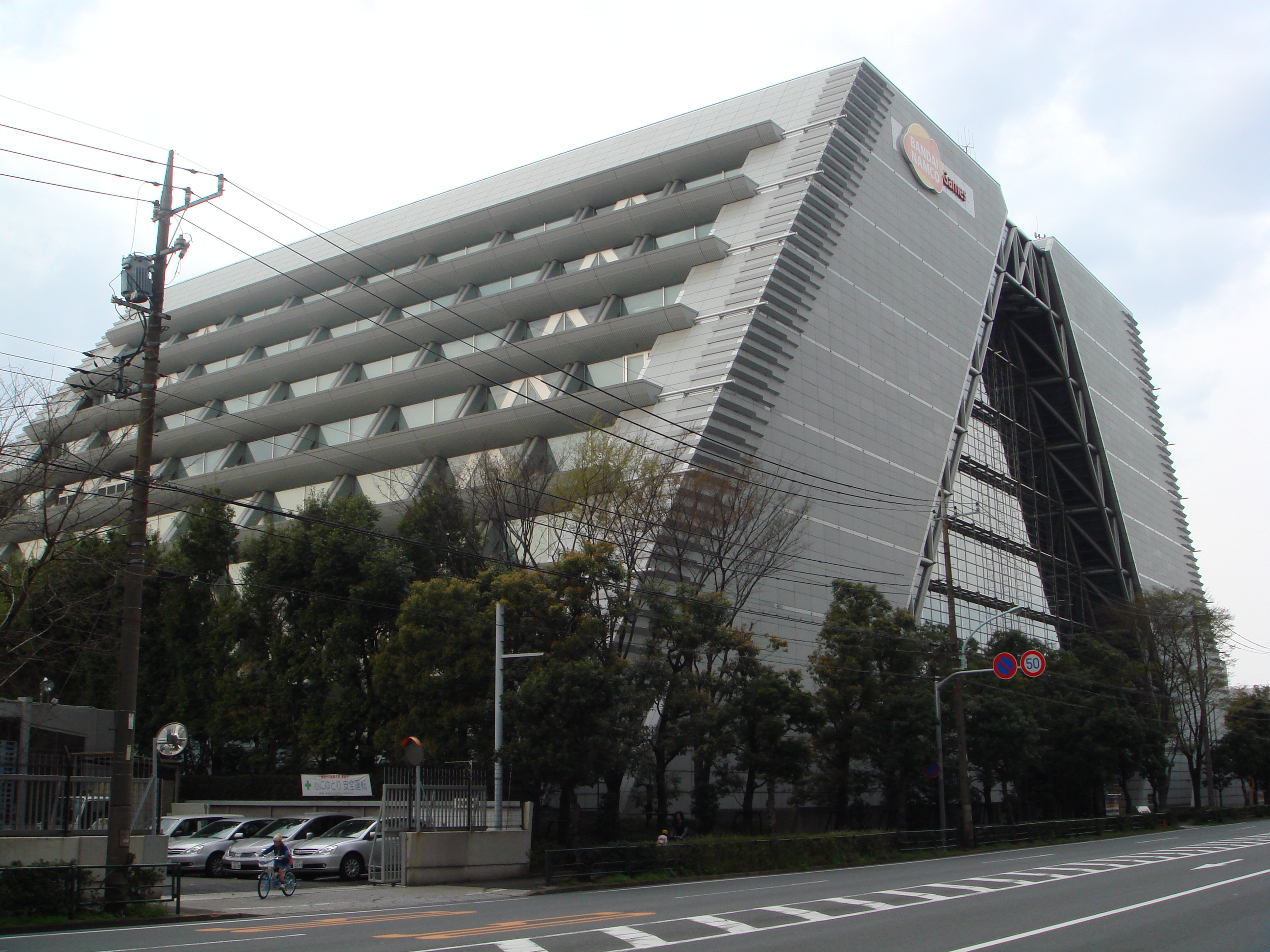

주식회사 반다이 남코 홀딩스(일본어: 株式会社バンダイナムコホールディングス 가부시키가이샤 반다이 나무코 호루딘구스[*], 영어: BANDAI NAMCO Holdings Inc.)은 반다이와 남코가 합병해 만들어진 일본의 지주회사이다. 산하에 다수의 계열사를 두고 있다.

## 연혁
- 2005년 5월 반다이, 남코가 경영 통합 발표
- 2005년 9월 반다이 남코 홀딩스 설립,도쿄 증권 거래소 제 1 부 상장
- 2006년 1월 미국 현지 법인 NAMCO BANDAI Holdings(USA)를 설립하여 산하 기업 재편
- 2006년 1월 주식 교환을 통해 반다이로지벌 완전 자회사화
- 2006년 3월 남코에서 시설 운영 사업을 새로 분할하여 새롭게 남코 설립
- 2006년 3월 일본 내 게임 사업부를 통합 반다이 남코 게임스 설립
- 2006년 6월 주식 공개 매입(TOB)와 주식 교환으로 반프레스토를 완전 자회사화.
- 2006년 7월 반다이 비주얼과 반다이 채널이 공동 출자하여 아니메 채널 설립
- 2006년 9월 반다이가 CCP를 자회사화
- 2007년 3월 반다이 남코 게임스와 소니 컴퓨터 엔터테인먼트가 공동 출자하여 합작회사 세리우스 설립
- 2008년 2월 주식 교환을 통해 반다이 비주얼과 반다이 네트워크를 완전 자회사화
- 2008년 4월 반프레스토의 가정용 게임 소프트·업무용 게임기 사업을 반다이 남코 게임스에 이관 통합
- 2009년 3월 이모션의 음악 사업을 란티스로 이관
- 2009년 3월 반다이 남코 게임스가 D3 퍼블리셔를 자회사화
- 2009년 3월 건담 TV시리즈 방송 개시 30주년을 기념하여 〈기동전사 건담 30주년 프로젝트〉 개요 발표. 도쿄 시오카제 공원에 건담을 실제 사이즈로 만들어 한정 기간 동안 전시한다고 발표.
- 2009년 4월 반다이 남코 게임스가 반다이 네트워크를 흡수 합병.
- 2009년 4월 반다이 비주얼이 아니메 채널을 흡수 합병.

## 주요 관련 회사
자세한 사항은 반다이 남코그룹 # 계열사에서 확인

### 일본 그룹 기업
완구 캐릭터 상품
- 피플(JASDAQ 상장）
- 반다이
- 시즈

아케이드·가정용 게임 제조·판매
- 반다이 남코 엔터테인먼트
- 반다이 남코 어뮤즈먼트

어뮤즈먼트 시설 운영
- 남코

영상 컨텐츠
- 선라이즈
- 반다이 남코 픽쳐스
- 반다이 채널
- 반다이 비주얼

환경기품
- 남코 에코로테크

각종 인쇄 및 디자인
- 아트 프레스트

물류
- 반다이 로지펄

서비스
- 반다이 남코 비지니스 서비스

## 관련 기업
- 해피넷 (도쿄 증권 거래소 1부 상장)
- 소츠(創通)
- 이탈리안 토마토
- 모노리스 소프트

## 기타
1998년 반다이는 세가와 합병하여 세가 반다이가 될 예정이었지만, 사내의 반대가 심하여 합병은 중지되었다. 2003년 세가와 마찬가지로 오타구를 거점으로 삼고 있는 남코도 세가에 합병을 신청했지만, 세가 측의 답변을 받지 못하고 사미에서 세가를 매수하여 세가 사미 홀딩스를 설립하였다. 반다이와 남코의 경영 통합은, 기이하게도 세가와의 합병에 실패한 동지들끼리에 의한 결연을 맺었다.
〈반다이 남코〉의 명칭은, 반다이 남코 게임스에서 회사명 및 로고로 사용하고 있지만 통합 전부터 진행 중인 프로젝트가 있는 관계로, 각 기업의 상품에는 합병 전과 마찬가지로 〈반다이〉혹은 〈남코〉, 〈반프레스토〉의 이름을 쓰고 있다. 〈반다이 남코〉를 상품 브랜드로 쓰고 있는 것은 반다이 남코 게임스뿐이다. 해외에서는 남코의 지명도가 높기 때문에, 영어 이름은 남코를 먼저 쓰고 있지만 기업 로고는 〈BANDAI〉아래에 〈NAMCO〉를 적어 일본과 같은 디자인을 사용하고 있었다가 영어이름도 BANDAI가 먼저 나오게 바뀌었다.

### 반다이 남코의 슈퍼히어로
| 평년          | 가면라이더(Kamen Rider) (다크히어로) (SFX 드라마) | 파워레인저(Power Rangers) (레인보히어로군단&자이언트로봇) (SFX 드라마) | 프리큐어(Pretty Cure) (마법소녀) (애니메이션) |
| 2000년대      | | | |
| 2004년 (1기)  | | 파워레인저 다이노썬더 (Power Rangers Dino Thunder) (2004년 7월 23일 첫방송) (주제: 공룡) (화수: 전50화) (색: ■□■) (악의 조직: 사명체 에볼리안) (방송 채널: 투니버스)                                  | |
| 2005년 (2기)  | 가면라이더 드래건 (Kamen Rider Dragon) (2005년 1월 14일 첫방송) (주제: 동물&트레이딩 카드) (화수: 전50화) (라이더 인원: 15명) (몬스터: 미러 몬스터) (방송 채널: 투니버스)                   | 파워레인저 S.P.D (Power Rangers S.P.D) (2005년 7월 첫방송) (주제: 경찰) (화수: 전50화(총100화)) (색: ■□■) (악의 조직: 우주범죄인 아리에나이저) (방송 채널: 투니버스)                                  | |
| 2006년 (3기)  | 가면라이더 파이즈 (Kamen Rider Faiz) (2006년 2월 24일 첫방송) (주제: 전자공학) (화수: 전50화(총100화)) (라이더 인원: 3명) (몬스터: 올페노크) (방송 채널: 투니버스)                          | 파워레인저 매직포스 (Power Rangers Magic Force) (2006년 7월 첫방송) (주제: 마법&신화) (화수: 전49화(총149화)) (색: ■□■) (악의 조직: 지저명부 인페르시아) (방송 채널: 재능TV, 대원방송)                | 빛의 전사 프리큐어 (Pretty Cure) (2005년 12월 5일 첫방송) (주제: 음양) (화수: 전49화) (색: ■) (악의 조직: 데블존) (방송 채널: SBS, 대원방송)                                   |
| 2007년 (4기)  | 가면라이더 블레이드 (Kamen Rider Blade) (2007년 1월 19일 첫방송) (주제: 플레잉카드) (화수: 전49화(총149화)) (라이더 인원: 4명) (몬스터: 언데드) (방송 채널: 대원방송)                       | 파워레인저 트레저포스 (Power Rangers Treasure Force) (2007년 7월 첫방송) (주제: 트레져헌팅&자동차) (화수: 전49화(총198화)) (색: ■) (악의 조직: 네거티브 신디케이트) (방송 채널: 대원방송)             | 프리큐어 Max Heart (Pretty Cure Max Heart) (2007년 7월 첫방송) (주제: 음양) (화수: 전47화(총96화)) (색: ■) (악의 조직: 데블존) (방송 채널: 대원방송)                           |
| 2008년 (5기)  | 가면라이더 가부토 (Kamen Rider Kabuto) (2008년 1월 1일 첫방송) (주제: 곤충) (화수: 전49화(총198화)) (라이더 인원: 8명) (몬스터: 웜) (방송 채널: 대원방송, 대교어린이TV)                     | 파워레인저 와일드스피릿 (Power Rangers Wild Spirits) (2008년 7월 14일 첫방송) (주제: 동물&격투기) (화수: 전49화(총247화)) (색: ■□) (악의 조직: 마수권법 아크가타) (방송 채널: 대원방송, 카툰네트워크) | 프리큐어 Splash Star (Pretty Cure Splash Star) (2008년 10월 1일 첫방송) (주제: 스포츠) (화수: 전49화(총145화)) (색: ■) (악의 조직: 다크폴) (방송 채널: 대원방송, 카툰네트워크) |
| 2009년 (6기)  | 가면라이더 덴오 (Kamen Rider Den-O) (2009년 1월 5일 첫방송) (주제: 기관차&시간여행) (화수: 전49화(총247화)) (라이더 인원: 3명) (몬스터: 이매진) (방송 채널: 대원방송)                       | 파워레인저 엔진포스 (Power Rangers Engine Force) (2009년 7월 20일 첫방송) (주제: 동물&자동차) (화수: 전50화(총297화)) (색: ■) (악의 조직: 기계족 가이아크) (방송 채널: 대원방송, 카툰네트워크)        | Yes! 프리큐어5 (Yes! Pretty Cure 5) (2009년 7월 20일 첫방송) (주제: 나비) (화수: 전49화(총194화)) (색: ■) (악의 조직: 나이트메어) (방송 채널: 대원방송)                        |
| 2010년대      | | | |
| 2010년 (7기)  | 가면라이더 키바 (Kamen Rider Kiva) (2010년 1월 4일 첫방송) (주제: 흡혈귀) (화수: 전48화(총295화)) (라이더 인원: 4명) (몬스터: 팡가이어) (방송 채널: 대원방송)                               | 파워레인저 정글포스 (Power Rangers Jungle Force) (2010년 7월 19일 첫방송) (주제: 동물) (화수: 전51화(총348화)) (색: ■□■) (악의 조직: 도깨비족 오르그) (방송 채널: 대원방송, 니켈로디언)               | Yes! 프리큐어5 GoGo! (Yes! Pretty Cure 5 GoGo!) (2010년 7월 19일 첫방송) (주제: 장미) (화수: 전48화(총242화)) (색: ■) (악의 조직: 이터널 뮤지엄) (방송 채널: 대원방송)         |
| 2011년 (8기)  | 가면라이더 디케이드 (Kamen Rider Decade) (2011년 1월 3일 첫방송) (주제: 트레이딩 카드) (화수: 전31화(총326화)) (라이더 인원: 2명) (몬스터: 평행우주 몬스터) (방송 채널: 대원방송)           | 파워레인저 미라클포스 (Power Rangers Miracle Force) (2011년 7월 18일 첫방송) (주제: 동물&천사&트레이딩 카드) (화수: 전50화(총398화)) (색: ■) (악의 조직: 브라지라 신디케이트) (방송 채널: 대원방송)   | 후레쉬 프리큐어! (Fresh Pretty Cure!) (2011년 7월 18일 첫방송) (주제: 열매) (화수: 전50화(총292화)) (색: ■) (악의 조직: 기술의 국가 라비린스) (방송 채널: 대원방송)            |
| 2012년 (9기)  | 가면라이더 더블 (Kamen Rider Double) (2012년 1월 2일 첫방송) (주제: 전자공학) (화수: 전49화(총375화))) (라이더 인원: 2명) (몬스터: 도판트) (방송 채널: 대원방송)                            | 파워레인저 캡틴포스 (Power Rangers Captain Force) (2012년 7월 16일 첫방송) (주제: 해적) (화수: 전51화(총449화)) (색: ■) (악의 조직: 우주제국 잔갸크) (방송 채널: 대원방송)                            | 하트캐치 프리큐어! (Heartcatch Pretty Cure!) (2012년 7월 16일 첫방송) (주제: 꽃) (화수: 전49화(총341화)) (색: ■) (악의 조직: 사막의 사도) (방송 채널: 대원방송)                |
| 2013년 (10기) | 가면라이더 오즈 (Kamen Rider OOO) (2013년 1월 21일 첫방송) (주제: 동물) (화수: 전48화(총423화)) (라이더 인원: 2명) (몬스터: 그리드&야미) (방송 채널: 대원방송)                              | 파워레인저 고버스터즈 (Power Rangers Go-Busters) (2013년 7월 19일 첫방송) (주제: 동물&비밀요원&자동차) (화수: 전50화(총499화)) (색: ■) (악의 조직: VAGLASS) (방송 채널: 대원방송)                     | 스위트 프리큐어♪ (Suite Pretty Cure♪) (2013년 7월 19일 첫방송) (주제: 음악) (화수: 전48화(총389화)) (색: ■) (악의 조직: 마이너랜드) (방송 채널: 대원방송)                      |
| 2014년 (11기) | 가면라이더 포제 (Kamen Rider Fourze) (2014년 1월 2일 첫방송) (주제: 우주) (화수: 전48화(총471화)) (라이더 인원: 3명) (몬스터: 호로스콥스&조디아츠) (방송 채널: 대원방송)                    | 파워레인저 다이노포스 (Power Rangers Dino Force) (2014년 7월 7일 첫방송) (주제: 공룡) (화수: 전48화(총547화)) (색: ■) (악의 조직: 데보스 군) (방송 채널: 대원방송, 재능TV)                            | 스마일 프리큐어! (Smile Pretty Cure!) (2014년 7월 21일 첫방송) (주제: 동화) (화수: 전48화(총437화)) (색: ■) (악의 조직: 배드엔드 왕국) (방송 채널: 대원방송)                   |
| 2015년 (12기) | 가면라이더 위자드 (Kamen Rider Wizard) (2015년 1월 1일 첫방송) (주제: 마법) (화수: 전53화(총524화)) (라이더 인원: 7명) (몬스터: 팬텀) (방송 채널: 대원방송, 재능TV, 애니맥스, 대교어린이TV) | 파워레인저 트레인포스 (Power Rangers Train Force) (2015년 7월 6일 첫방송) (주제: 기관차) (화수: 전47화(총594화)) (색: ■) (악의 조직: 섀도우 라인) (방송 채널: 대원방송)                               | |
| 2016년 (13기) | 가면라이더 드라이브 (Kamen Rider Drive) (2016년 1월 방영 예정) (주제: 자동차) (라이더 인원: 5명) (몬스터: 로이뮤드) (방송 채널: 대원방송)                                                   | 파워레인저 닌자포스 (Power Rangers Ninja Force) (2016년 7월 방영 예정) (주제: 닌자) (색: ■□■) (악의 조직: 아깨비 군단) (방송 채널: 대원방송)                                                          | 두근두근! 프리큐어 (Doki-Doki! Pretty Cure) (2016년 7월 첫방송) (주제: 플레잉카드) (화수: 전49화(총486화)) (색: ■) (악의 조직: 지코츄) (방송 채널: 대원방송)                   |